# Acid erythorbic
Acid Erythorbic (acid isoascorbic, acid D -araboascorbic) là một đồng phân lập thể của acid ascorbic (vitamin C). Nó được tổng hợp bởi một phản ứng giữa methyl 2-keto- D -gluconate và natri methoxide. Nó cũng có thể được tổng hợp từ saccarse hoặc bởi các chủng Penicillium đã được chọn cho tính năng này. Nó được ký hiệu là số E E315, và được sử dụng rộng rãi như một chất chống oxy hóa trong thực phẩm chế biến.
Các thử nghiệm lâm sàng đã được thực hiện để nghiên cứu các khía cạnh về giá trị dinh dưỡng của acid erythorbic. Một thử nghiệm như vậy đã nghiên cứu tác dụng của acid erythorbic đối với chuyển hóa vitamin C ở phụ nữ trẻ; không có ảnh hưởng đến sự hấp thu hoặc giải phóng vitamin C khỏi cơ thể. Một nghiên cứu sau đó cho thấy acid erythorbic là một chất tăng cường mạnh mẽ của sự hấp thụ sắt nonheme.
Kể từ khi Cục Quản lý Thực phẩm và Dược phẩm Hoa Kỳ cấm sử dụng sulfites làm chất bảo quản trong thực phẩm dự định ăn tươi (như thành phần thanh salad), việc sử dụng acid erythorbic làm chất bảo quản thực phẩm đã tăng lên.
Nó cũng được sử dụng làm chất bảo quản trong thịt và rau đông lạnh.
Nó được tổng hợp lần đầu tiên vào năm 1933 bởi các nhà hóa học người Đức Kurt Maurer và Bruno Schiedt.